# Patrícius (keresztnév)
A Patrícius férfinév  latin eredetű, jelentése: rómainak született nemes. Női párja a Patrícia.

## Rokon nevek
- Patrik:[1] a Patrícius ír eredetű alakváltozata.[2]

## Gyakorisága
Az 1990-es években a Patrícius szórványos, a Patrik hirtelen népszerűvé vált igen gyakori név volt, a 2000-es években a Patrícius nem szerepel a 100 leggyakoribb férfinév között, a Patrik a 19-31. legnépszerűbb férfinév.

## Névnap
Patrícius, Patrik
- március 17.[2]
- április 28.[2]

## Idegen nyelvi változatai
- Patrick (angol, német)
- Paddy (ír becenév)
- Patricio (spanyol, portugál)
- Patrizio (olasz)
- Patric (svéd)

## Híres Patríciusok és Patrikok
- Szent Patrik (Patrick), Írország védőszentje és apostola
- Patrik Berger cseh válogatott labdarúgó
- Pat Cash ausztrál teniszező
- Eric Patrick Clapton angol gitáros, énekes és zeneszerző
- Patrick Dempsey amerikai színész
- Patrick Duffy amerikai színész
- Patrice Evra francia labdarúgó
- Patrice Lumumba, a Kongói Demokratikus Köztársaság első szabadon választott miniszterelnöke.
- Steven Patrick Morrissey angol zenész, szövegíró
- Neil Patrick Harris amerikai színész, énekes és bűvész
- Patrick Henry amerikai ügyvéd, politikus, államférfi
- Pat Metheny amerikai dzsesszgitáros
- Patrick Rafter ausztrál teniszező
- Patrick Roy kanadai jégkorongozó
- Patrick Stewart brit színész
- Patrick Stump amerikai zenész
- Patrick Swayze amerikai színész
- Patrick Vieira francia labdarúgó
- Patrick Süskind német író
- Patrick Troughton angol színész